# Zhoutian (köpinghuvudort i Kina, Jiangxi Sheng, lat 25,33, long 115,73)
Zhoutian är en köpinghuvudort i Kina. Den ligger i provinsen Jiangxi, i den sydöstra delen av landet, omkring 370 kilometer söder om provinshuvudstaden Nanchang. Antalet invånare är 51 758. Befolkningen består av 25 365 kvinnor och 26 393 män. Barn under 15 år utgör 29,0 %, vuxna 15-64 år 63 %, och äldre över 65 år 7,0 %.
Runt Zhoutian är det ganska tätbefolkat, med 124 invånare per kvadratkilometer. Zhoutian är det största samhället i trakten. Trakten runt Zhoutian består till största delen av jordbruksmark.
Genomsnittlig årsnederbörd är 1 936 millimeter. Den regnigaste månaden är maj, med i genomsnitt 372 mm nederbörd, och den torraste är oktober, med 18 mm nederbörd.